# Numic
Numic o Numici (en llatí Numicus o Numicius, en grec Νουμικίος) era un riu de l'antic Laci que desembocava al mar Tirrè entre les ciutats de Lavínium i Ardea, segons Plini el Vell. Titus Livi diu que a les seves ribes s'hi va enterrar a Eneas.
Només es menciona amb relació a les llegendes sobre Eneas. Els poetes antics (Ovidi, Tibul) deien que vora del lloc on estava enterrat hi havia un bosc sagrat i un petit heròon. Tocant a aquest bosquet n'hi havia un altre dedicat a Anna Perenna, segons Ovidi, que probablement era la nimfa protectora del riu, i que a partir de les llegendes posteriors s'havia de relacionar amb Eneas, i se la va fer germana de Dido. Anna Perenna va ser perseguida per Lavínia, l'esposa d'Eneas i la volia ofegar en aquest riu. Tant Ovidi com Sili Itàlic parlen del Numic, però només diuen que era un petit riuet d'aigües que s'estancaven, i no donen indicacions sobre la seva situació, a part de mencionar que era al Laci.